# Baie de Pensacola
Pour les articles homonymes, voir Pensacola (homonymie).
La baie de Pensacola est une baie du nord-est du golfe du Mexique formée par la côte sud-ouest de la panhandle de Floride, entre le comté d'Escambia et le comté de Santa Rosa.

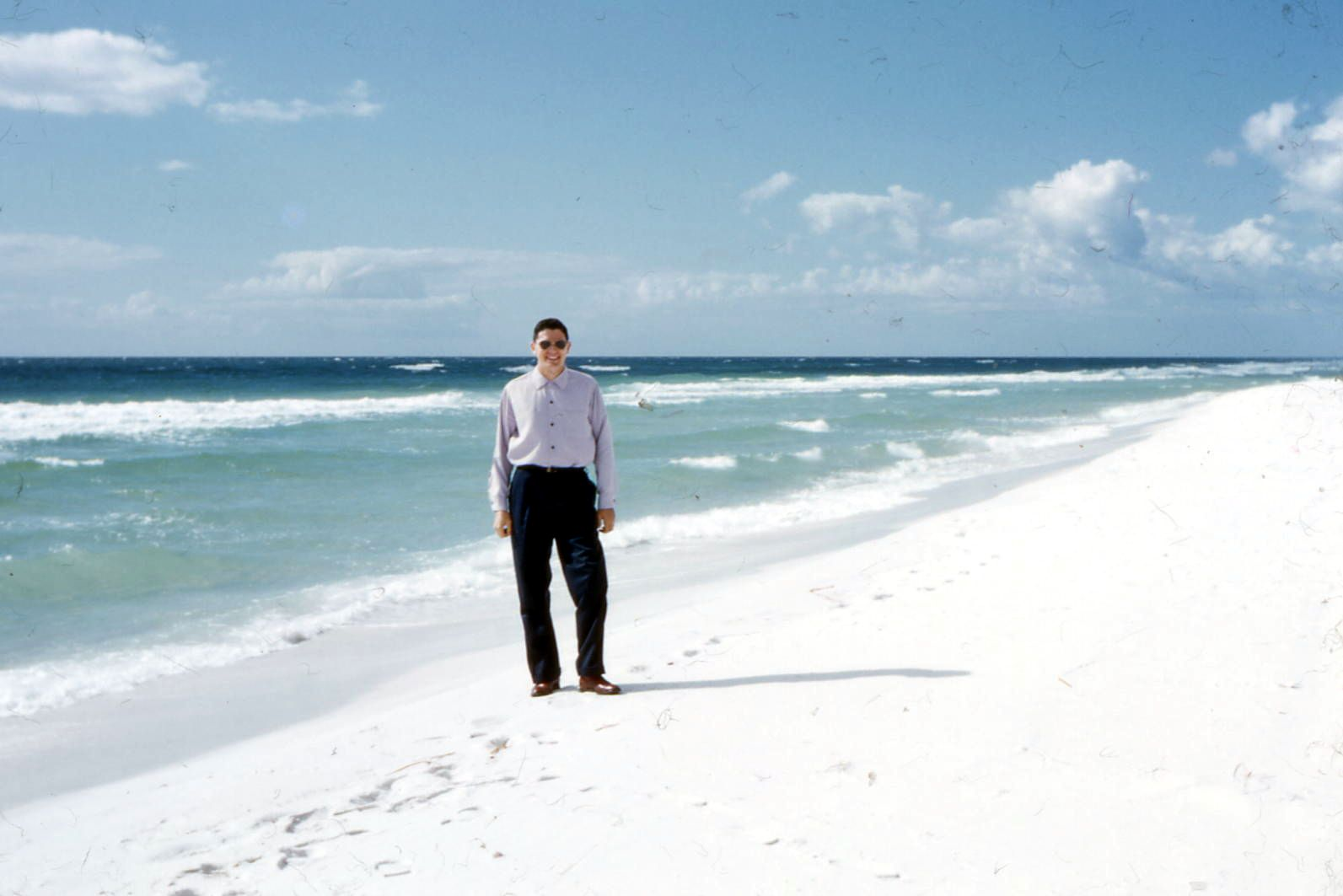
La plage de Pensacola.